# Empresa Nacional Bazán

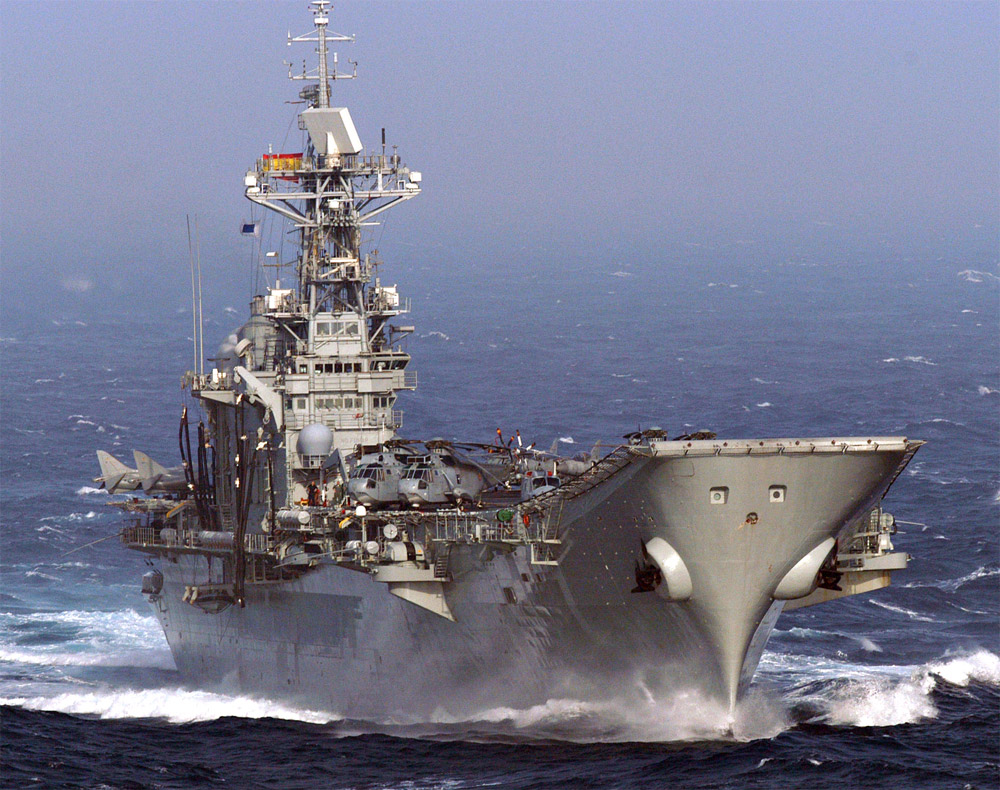
Portaaviones Príncipe de Asturias, la obra más importante de «Bazán».

La Empresa Nacional Bazán de Construcciones Navales Militares, S. A. fue una sociedad pública española, constituida el 11 de julio de 1947 por iniciativa del INI, dedicada fundamentalmente a la construcción naval militar, aunque también construyó numerosos buques civiles y poseía una división de bienes equipos que construía motores y turbinas. En 1988, se entregaba a la Armada Española el portaaviones Príncipe de Asturias, el trabajo más importante realizado por la empresa. Poseía factorías en Ferrol, Cartagena y San Fernando.
En el año 2000, Bazán se fusionó con Astilleros Españoles (AESA), que englobaba a los astilleros públicos exclusivamente civiles y que poseía factorías en Fene, Gijón, Manises, Puerto Real, Sestao y Sevilla, dando lugar a IZAR. En 2005, otra reestructuración del sector dio como resultado la empresa actual, Navantia, tras la segregación, y posterior privatización, de las factorías de Gijón, Sevilla, Manises y Sestao.

## Buques construidos por Bazán
La Empresa Nacional Bazán entregó los siguientes buques desde su constitución en 1947, hasta la creación de IZAR en junio de 2000.

### Buques militares
- Armada Española
  - 1 portaaviones  Príncipe de Asturias (R-11) (Ferrol)
  - 2 buques LPD clase Galicia (Ferrol)
  - 3 barcazas de desembarco tipo K (Ferrol)
  - 2 destructores clase Liniers (Cartagena)
  - 9 destructores clase Audaz (Ferrol)
  - 3 destructores clase Oquendo (Ferrol y Cartagena)
  - 6 fragatas clase Santa María (Ferrol)
  - 5 fragatas clase Baleares (Ferrol)
  - 8 fragatas clase Pizarro (Ferrol)
  - 6 corbetas clase Descubierta (1978) (Ferrol y Cartagena)
  - 6 corbetas clase Descubierta (1955) (Cartagena y San Fernando)
  - 1 buque de abastecimiento en combate  Patiño (A-14) (Ferrol)
  - 1 petrolero de flota  Marqués de la Ensenada (A-11) (Ferrol)
  - 1 petrolero de flota  Teide (A-11) (Cartagena)
  - 2 minisubmarinos clase Foca (Cartagena)
  - 2 minisubmarinos clase Tiburón (Cartagena)
  - 3 submarinos clase D (Cartagena)
  - 4 submarinos clase Delfín (Cartagena)
  - 4 submarinos clase Galerna (Cartagena)
  - 1 buque de investigación oceanográfica  Hespérides (A-33) (Cartagena)
  - 4 guardacostas tipo OPV clase Serviola (Ferrol)
  - 5 guardacostas clase Barceló (San Fernando)
  - 10 guardacostas clase Anaga (San Fernando)
  - 6 guardacostas clase Lazaga (San Fernando)
  - 4 guardacostas clase Conejera (Ferrol)
  - 2 guardacostas clase Rigel (Ferrol)
  - 2 guardacostas clase Cíes (Ferrol)
  - 2 guardacostas clase Centinela (Ferrol)
  - 1 guardacostas  Cormorán (P-41) (Ferrol)
  - 1  Azor (A-91) (Ferrol)
  - 1 remolcador, reconvertido a buque de salvamento  Poseidón (A-12) (La Carraca)
  - 4 buques de lucha contraminas de clase Segura (Cartagena)
  - 7 buques de guerra contra minas clase Bidasoa (Cartagena)
  - 7 buques de guerra contra minas clase Guadiaro (Cartagena)
  - 6 Schnelboote Clase S-38 (San Fernando)
  - 2 remolcadores de tipo YRR-21 (San Fernando)
  - 2 buques hidrogáficos de la clase Malaspina (San Fernando)
  - 2 buques hidrogáficos de la clase Antares (San Fernando)

- Marina portuguesa
  - 3 corbetas clase João Coutinho (San Fernando)
  - 4 corbetas clase Baptista de Andrade (Ferrol)

- Real Armada de Tailandia
  - 1 portaaviones HTMS Chakri Naruebet (Ferrol)

- Armada de México
  - 6 buques de patrulla tipo OPV de clase Uribe (San Fernando)

- Prefectura Naval Argentina
  - 5 buques de patrulla tipo OPV de clase Mantilla (Ferrol)

- Armada Nacional de Venezuela
  - 1 buque oceanográfico ARBV Punta Brava (BO-11) (San Fernando)

- Marina Real Marroquí
  - 1 corbeta clase Descubierta (Ferrol)  Teniente Coronel Errahmani (F-501)
  - 4 guardacostas clase Lazaga (San Fernando)
  - 4 guardacostas clase Vigilance (San Fernando)

- Armada de Egipto
  - 2 corbetas clase Descubierta (Ferrol)

- Armada de Chile
  - 1 Buque escuela Esmeralda (Cádiz)
  - 4 torpederos clase Barceló (San Fernando)

- Armada de Mauritania
  - 3 patrulleros clase Barceló (San Fernando)

- Armada de República del Congo
  - 3 patrulleros clase Barceló (San Fernando)

- Armada de Túnez
  - 1 patrullero clase Barceló (ex- Javier Quiroga (P-13) de la Armada Española)

- Armada de la República de Colombia
  - 2 patrulleros clase Lazaga (ex- Cardasó (P-03) y Ex- Reclade (P-06) de la Armada Española)
  - 1 patrullero Espartana (PO-41) (ex- Cormorán (P-41) de la Armada Española)

- Armada de Senegal
  - 1 patrullero clase Conejera (Ex Conejera (P-31) de la Armada Española)

- Armada de Mozambique
  - 1 patrullero clase Conejera (Ex Dragonera (P-32) de la Armada Española)

### Buques civiles
- Almirante F. Moreno (1954) petrolero de 14 000t de peso muerto (Ferrol)
- Almirante M. Vierna (1955) petrolero de 14 000t de peso muerto (Ferrol)
- Puertollano (1955), petrolero de 18 410 t de peso muerto (Ferrol)
- P.G. Rodríguez (1956), petrolero de 18 410 t de peso muerto (Ferrol)
- Valmaseda (1957), petrolero de 19 250 t de peso muerto (Ferrol)
- Durango (1958), petrolero de 19 250 t de peso muerto (Ferrol)
- Bilbao (1962), petrolero de 33 625 t de peso muerto (Ferrol)
- Guernica (1962), petrolero de 33 625 t de peso muerto (Ferrol)
- Tintore (1968), Carguero de 8130 t de desplazamiento (Ferrol)
- Compostilla (1959) (Rebautizado Campanar), petrolero de 19 250 t de peso muerto para Campsa (Ferrol)[1]
- Ribagorzana (1959) (Rebautizado Campazas), petrolero de 19 250 t de peso muerto para Campsa (Ferrol)[1]
- Ingeniero Hermite (1967) petrolero de 19&929 t de peso muerto (Ferrol)
- G Martín Güemes (1967) petrolero de 19&929 t de peso muerto (Ferrol)
- Sardinero (1967) petrolero de 69 949 t de desplazamiento (Ferrol)
- Marquina (1967) petrolero de 65 000t de peso muerto (Ferrol)
- Esso Castellón (1968) petrolero de 77 459 t de peso muerto (Ferrol)
- Álvaro de Bazán (1972) petrolero de 169 000 t de peso muerto (Ferrol)
- Inca-Roca (1969), carguero de 18 300 t de desplazamiento (Ferrol)
- Logatec (1969), carguero de 14 400 t de desplazamiento (Ferrol)
- Litija (1969), carguero de 14 400 t de desplazamiento (Ferrol)
- Campurdan (1971), granelero líquido de 10 400 t de registro bruto para Campsa (Cartagena)[2][1]
- Campobierzo (1971), granelero líquido de 10 400 t de registro bruto para Campsa (Cartagena)[3][1]
- Campocriptana (1971), granelero líquido de 10 400 t de registro bruto para Campsa (San Fernando)[1]
- Camporioja (1971), granelero líquido de 10 400 t de registro bruto para Campsa (San Fernando)[1]
- Castillo de la Mota (1971), bulk carrier de 64 070 t de desplazamiento (Ferrol)
- Presidente Rivera (1971), petrolero de 30 000 t de peso muerto (Ferrol)
- Río Acucan (1973), carguero de 14 480 t de desplazamiento (Ferrol)
- Río Pilcomayo (1973), carguero de 14 480 t de desplazamiento (Ferrol)
- Filiara Legacy (Spirit of Phoenix) (1975), OBO (Ore Bulk Oil) de 143 600 t de desplazamiento (Ferrol)
- Belén (1973) Carguero rápido de 12 389 t, (San Fernando)[4]
- Paloma del mar (1973), OBO de 141 463 t de desplazamiento (Ferrol)
- Castillo de Lorca (1975), petrolero de 172 000 t de peso muerto (Ferrol)
- A Rotaeche (1976), petrolero de 172 000 t de peso muerto (Ferrol)
- Gerona (1976), petrolero de 172 000 t de peso muerto (Ferrol)
- Eulalia del mar (1974), OBO de 141 465 t de desplazamiento (Ferrol)
- Snestad (1974) OBO (Ore Bulk Oil) de 143 867 t de desplazamiento (Ferrol)
- Castillo de Montearagón, petrolero de 172 000 t de peso muerto (Ferrol)
- Valencia (1977), petrolero de 172 000 t de peso muerto (Ferrol)
- Lérida (1978), petrolero de 172 000 t de peso muerto (Ferrol)
- Campodola (1976), petrolero de 35 000 t de peso muerto para Campsa (Ferrol)[1]
- Calvosotelo (Camponubla) (1977), petrolero de 35 000 t de peso muerto para Campsa (Ferrol)[1]
- Entrerios II (1977) Carguero de 12 762 t de registro bruto; rebautizado Nicolás 1K en 1999; desguazado en 2000 en Alang, India (San Fernando)[5]
- Santa Fe (1977) Carguero de 12 865 t de registro bruto; rebautizado Sea Spirit en 1994. (San Fernando)[5]
- Formosa (1978) Portacontenedores de 12 762 t de registro bruto; rebautizado Magnus Challenguer en 1995 y Callenguer I en 2001. (San Fernando)[5]
- Puertollano (Empetrol) (1978), petrolero de 172 000 t de peso muerto (Ferrol)
- 8 cargueros tipo Cartago de 15 000 t de peso muerto (Ferrol)
- Argos (1983) (ex-Urquiola), bulk carrier de 103 000t de peso muerto (Ferrol)
- Castillo de Montearagón (1984), petrolero de 159 000 t de peso muerto (Ferrol)
- Castillo de Lopera (1984), bulk carrier de 154 000 t de peso muerto (Ferrol)
- Castillo de Lorca (1984), petrolero de 159 000 t de peso muerto (Ferrol)
- Castillo de La Luz (1984), bulk carrier de 154 000 t de peso muerto (Ferrol)